# Lebdenje
Lebdenje (tudi levitacija) je stabilen položaj predmeta v težnostnem polju brez neposrednega stika z drugimi predmeti.
Pogoja za lebdenje sta obstoj sile, nasprotno enake sili težnosti, in obstoj povratne sile, ki zagotavlja stabilnost predmeta. Sila je lahko osnovna, na primer magnetna ali elektrostatična, ali reaktivna, kot so optična, vzgonska, aerodinamična ali hidrodinamična. Za lebdenje v fizikalnem pomenu besede ne šteje mirovanje na vodni gladini, kjer le-ta predstavlja mehansko oporo, kot tudi ne mirujoč let npr. kolibrija ali helikopterja, saj le-ta aktivno ustvarjata lastno silo za kljubovanje težnosti.